# 10685 Kharkivuniver
10685 Kharkivuniver este un asteroid din centura principală de asteroizi.

## Descriere
10685 Kharkivuniver este un asteroid din centura principală de asteroizi. A fost descoperit pe 9 noiembrie 1980 la Stația Anderson Mesa de Edward L. G. Bowell. Asteroidul prezintă o orbită caracterizată de o semiaxă mare de 2,55 ua, o excentricitate de 0,32 și o înclinație de 9,9° în raport cu ecliptica.